# Gegroet Spanje
Gegroet Spanje is een compositie van Dmitri Sjostakovitsj. Die componist kreeg het hard te verduren, nadat de Sovjetautoriteiten zijn opera Lady Macbeth uit het district Mtsensk afkeurden en ook zijn ballet Heldere stroom hetzelfde lot lieten ondergaan. De componist moest op zijn tellen passen en trok daarom zijn Symfonie nr. 4 voor langere tijd terug. Om hem toch aan het werk te houden gaf de stadsraad van Leningrad de componist een opdracht voor het schrijven van toneelmuziek bij een stuk van Aleksandr Afinogenov. Dat toneelstuk ging over de Spaanse Burgeroorlog, waarin de Russen de kant van de republikeinen steunden (tegen Francisco Franco). In dat toneelstuk werden ook echte feiten aangedragen in de persoon van (Dolores Ibárurri). Afinogenov viel trouwens ook in ongenade.
De eerste opvoering vond plaats op 23 november 1936 in het Poesjkin Theater in Leningrad en liet behalve Russische muziek/strijdliederen ook Spaanse teksten horen.
De muziek bestaat uit een aantal korte muzikale fragmenten:
- Fanfare I (voor solotrompetten)
- Mars van de officieren (voor orkest)
- Fanfare II (voor solotrompetten)
- A las barricadas (voor koor op teksten van Valeriano Orobón Frenández)
- Lied van Rosita (voor bas en orkest) (Rosita is dochter van Dolores)
- Fanfare III (voor solotrompetten)
- Strijdlied Po dolinam i po vzgorýam (langs valleien en heuvels) (koor);
- Het terugdenken aan het Lied van Rosita (voor orkest)
- Lucia’s begrafenismars (Lucia is ook een dochter van Dolores) (voor orkest).

## Discografie
Het is een van de minst opgenomen werken van de componist, de werken die Sjostakovitsj ten faveure van het regime schreef worden algemeen niet als zijn beste beschouwd.
- Uitgave Naxos: Camerata Silesia o.l.v. Mark Fitz-Gerald